# Sizhoutou (köpinghuvudort i Kina, Zhejiang Sheng, lat 29,37, long 121,77)
Sizhoutou (kinesiska: 泗洲头, 泗洲头镇) är en köpinghuvudort i Kina. Den ligger i provinsen Zhejiang, i den östra delen av landet, omkring 180 kilometer sydost om provinshuvudstaden Hangzhou. Antalet invånare är 9 612. Befolkningen består av 4 839 kvinnor och 4 773 män. Barn under 15 år utgör 15,0 %, vuxna 15-64 år 64 %, och äldre över 65 år 20,0 %.
Runt Sizhoutou är det tätbefolkat, med 369 invånare per kvadratkilometer. Närmaste större samhälle är Danxi, 14,8 km nordost om Sizhoutou. I omgivningarna runt Sizhoutou växer i huvudsak blandskog.
Genomsnittlig årsnederbörd är 1 837 millimeter. Den regnigaste månaden är juni, med i genomsnitt 338 mm nederbörd, och den torraste är januari, med 56 mm nederbörd.